# Miquel Ferrer i Aymamí
 (juillet 2016).
Si vous disposez d'ouvrages ou d'articles de référence ou si vous connaissez des sites web de qualité traitant du thème abordé ici, merci de compléter l'article en donnant les références utiles à sa vérifiabilité et en les liant à la section « Notes et références ».
Miguel Ferrer i Aymamí, plus connu comme Miguel Ferrer, né le 28 novembre 1932 à Les Borges del Camp (province de Tarragone, Espagne) et mort le 2 janvier 2021, est un footballeur espagnol qui jouait au poste de milieu de terrain dans les années 1950.

## Biographie
Miguel Ferrer rejoint l'équipe amateur du FC Barcelone dès 1948 alors qu'il n'est âgé que de 16 ans.
De 1949 à 1951, il joue avec l'España Industrial, équipe filiale du FC Barcelone.
Miguel Ferrer joue la saison 1951-1952 avec l'équipe première du Barça. Il s'agit d'une des meilleures saisons de l'histoire du club (Barça des Cinq Coupes). Ferrer débute en match officiel le 30 septembre 1951 face à Valence CF lors de la 4e journée du championnat espagnol. Avec Barcelone, il ne joue que deux matches de championnat, mais il joue aussi 22 matches non officiels,.
De 1952 à 1954, il rejoue avec l'España Industrial.
En 1954, il rejoint le Real Oviedo où il reste jusqu'en 1958. En 1958, à l'âge de seulement 26 ans, il met un terme à sa carrière de joueur après avoir obtenu avec Oviedo la promotion en première division.
Le bilan de la carrière professionnelle de Miguel Ferrer s'élève à un match en première division, et 151 matchs en deuxième division, pour 48 buts. Il réalise sa meilleure performance lors de la saison 1956-1957, où il inscrit 12 buts en deuxième division.

### Hommage
Le 3 novembre 2014, le FC Barcelone rend hommage aux joueurs encore en vie du légendaire Barça des Cinq Coupes (saison 1951-1952). Miguel Ferrer reçoit cet hommage aux côtés de ses anciens coéquipiers José Duró, Jaime Peiró, Joaquín Tejedor et Gustavo Biosca.

## Palmarès
Avec le FC Barcelone :
- Champion d'Espagne en 1952
- Vainqueur de la Coupe d'Espagne en 1952 (ne joue pas la finale)
- Vainqueur de la Coupe Latine en 1952 (ne joue pas la finale)
- Vainqueur de la Coupe Eva Duarte en 1952 (ne joue pas la finale)